# Oxtjärnet (Gräsmarks socken, Värmland)
Oxtjärnet är en sjö i Sunne kommun i Värmland och ingår i Göta älvs huvudavrinningsområde.